# Christophersen (Unternehmen)
Die Christophersen S.A., auch CHR Group genannt, ist ein Unternehmen aus Uruguay mit Sitz in Montevideo. Es ist hauptsächlich in den Bereichen den Bereichen Schifffahrt, Logistik und Hafenbetrieb tätig. Mit ihren 16 Unternehmen setzt die Firmengruppe jährlich 170 Millionen Dollar um.
Zu den Tochterunternehmen zählen:
- Planir Operador Portuario S.A.
- Vutikel S.A.
- Maritima Granelera Uruguaya S.A.

## Geschichte
Das Unternehmen wurde 1892 als Agencia Marítima Christophersen Hermanos gegründet. Bekannt ist ein Brief von Roald Amundsen an die Gebrüder Christophersen, in dem er sich für die Unterstützung bei der Südpolexpedition 1911 bedankt.

## Tätigkeit
Die CHR Group und seine Tochterunternehmen sind tätig in den Bereichen:
- Seeschiffsagentur
- Bunkerung
- Hafenterminals und Hafendienstleistungen
- Offshore-Versorgung
- Seefahrt
- Projekt-Cargo (Spezialtransporte) und
- Eisenbahnbetrieb.